# Amphidoma biconica
Amphidoma biconica is een soort in de taxonomische indeling van de Myzozoa, een stam van microscopische parasitaire dieren. Het organisme komt uit het geslacht Amphidoma en behoort tot de familie Amphidomataceae. Amphidoma biconica werd in 1984 ontdekt door Dodge & Saunders.